# Shifu (Anrede)
Der Begriff „Shifu“ (chinesisch 師傅 / 师傅, auch 師父 / 师父,  Shīfùⓘ, Jyutping Si1fu6*2, kantonesisch Si Fuⓘ) wird in der chinesischen Sprache allgemein als respektvolle Anrede für einen Meister bzw. Lehrer verwendet, der einer Person (beispielsweise ein Schüler der Kalligrafie oder ein Lehrling im Handwerk) eine bestimmte Fertigkeit übermittelt. In den chinesischen Kampfkünsten (Wushu) oder in Lehrberufen bekundet es den besonderen Respekt vor dem Lehrer (traditionell „Meister“) als „väterlichem Lehrmeister“ (師父 / 师父 – „wörtlich Lehrer-Vater“). Im Chinesischen wird der Begriff auch im spirituell religiösen Kontext von Laien (Schüler) gegenüber Mönchen und Nonnen im Buddhismus, Daoismus oder Konfuzianismus benutzt. Im passenden Hintergrund kann der Begriff „Shifu“ im Deutschen daher gelegentlich auch mit „Hochwürden“ (siehe Begriff, Anrede dàshī 大師 / 大师 – „Großmeister, großer „buddhistischer“ Meister, verehrungswürdiger Mönch, Hochwürden“) übersetzt werden.
Die beiden chinesischen Schreibweisen von Shīfù sind sprachlich im Allgemeinen austauschbar und letztlich bedeutungsgleich. Manchmal wird der Begriff Shifu im hochchinesischen bzw. kantonesischen Sprachraum im Alltag leicht unterschiedlich angewendet. Der tatsächliche Unterschied ist aber marginal. Die Schreibweise von Shīfù (師傅 / 师傅) bedeutet wörtlich „Lehrer-Meister“ und wird meist als respektvolle Anrede für jeden (älteren) Erwachsenen mit besonderen handwerklichen Kenntnissen, wie zum Beispiel einen Koch oder Taxifahrer, verwendet. Shīfù als Begriff und Anrede wird vorwiegend für handwerklich traditionellen Berufen genutzt – während in akademischen Berufen die Anrede bzw. der Begriff Laoshi (老師 / 老师, kantonesisch sinsaang 先生) – Lehrer – üblich ist.

## Kontextähnliche Begriffe und Anrede (Auswahl)
- Shīzǔ (師祖 / 师祖, Jyutping Si1zou2) – fachliche Vorväter eines Lehrermeisters oder eines Lehrberufs, daher wörtlich „Meister-Ahnen“, „Lehr-Vorväter“.[14]
- Shīpó (師婆 / 师婆, Jyutping Si1po4), regional Shīnai (師奶 / 师奶, Jyutping Si1naai5*4) – Ehefrau des Lehrmeister des eigenen Meisters oder Ehefrau des Lehrer des eigenen Lehrers.[15][16]
- Shīgōng (師公 / 师公, Jyutping Si1gung1) – Lehrmeister des eigenen Meisters oder Lehrer des eigenen Lehrers.[17]
- Shībómǔ (師伯母 / 师伯母, Jyutping Si1baak3mou5), regional Shībóniáng (師伯娘 / 师伯娘, Jyutping Si1baak3noeng4 – „wörtlich Ehefrau des Senior-Lehrbruder des Meisters“) – fachlich „älteren Lehrbruder-Tante“ 2 des Lehrmeisters, daher wörtlich ältere „Meister-Tante“, alte „Lehr-Tante“.[18][19]
- Shībó (師伯 / 师伯, Jyutping Si1baak3 – „wörtlich Senior-Lehrbruder des Meisters“) – fachlich „älteren Lehrbruder“[20] des Lehrmeisters, daher wörtlich älterer „Meister-Onkel“, alter „Lehr-Onkel“.[21]
- Shīshūmǔ (師叔母 / 师叔母, Jyutping Si1suk1mou5 – „wörtlich Ehefrau des Junior-Lehrbruder des Meisters“) – fachlich „jüngeren Lehrbruder-Mutter“ des Lehrmeisters, daher wörtlich jüngere „Meister-Tante“, junge „Lehr-Tante“
- Shīshū (師叔 / 师叔, Jyutping Si1suk1 – „wörtlich Junior-Lehrbruder des Meisters“) – fachlich „jüngeren Lehrbruder“[22] des Lehrmeisters, daher wörtlich jüngerer „Meister-Onkel“, junger „Lehr-Onkel“.[23]
- Shīmǔ (師母 / 师母, Jyutping Si1mou5, regional 師娘 / 师娘,  shīniáng, Jyutping Si1noeng4) – Ehefrau des Lehrmeisters oder Lehrers, daher wörtlich „Meister-Mutter“, „Lehr-Mutter“.[24]
- Shīxiōng (師兄 / 师兄, Jyutping Si1hing1 – „wörtlich Senior-Lehrbruder“) – fachlich „älteren“ männlicher Lehrling[20], daher ugs. auch „großer Lehr-Bruder“ genannt.[25]
- Shīdì (師弟 / 师弟, Jyutping Si1dai6*2 – „wörtlich Junior-Lehrbruder“) – fachlich „jüngere“ männlicher Lehrling[22], daher ugs. auch „kleiner Lehr-Bruder“ genannt.[26]
- Shījiě (師姐 / 师姐, Jyutping Si1ze2 – „wörtlich Senior-Lehrschwester“) – fachlich „älteren“ weiblicher Lehrling[20], daher ugs. auch „große Lehr-Schwester“ genannt.[27]
- Shīmèi (師妹 / 师妹, Jyutping Si1mui6*2 – „wörtlich Junior-Lehrschwester“) – fachlich „jüngere“ weiblicher Lehrling[22], daher ugs. auch „kleine Lehr-Schwester“ genannt.[28]

Quelle: John Kang – Übersetzung ins Deutsche von Christian Wiethe

## Trivia
Je nach Kontext ist das japanische Pendant für „Shifu“ „Shishō“ (japanisch 師匠). oder „Sensei“ (jap. 先生) Im Indischen steht der Begriff „Guru“ meist für einen spirituellen Meister oder Lehrer. Im Tibetischen ist der Begriff Lama dem chinesischen dàshī oder dem indischen guru am nächsten.

## Popkultur
In der US-amerikanischen CGI-Animationsfilm Kung Fu Panda heißt einer der Animationscharakter „Meister Shifu“.